# Isisfordia
Isisfordia — викопний рід крокодилоподібних плазунів, що тісно пов'язаний з крокодилами (Crocodylia). Рід існував у крейдовому періоді (119-94 млн років тому). Викопні рештки тварин знайдені у середині 1990-х років на сході Австралії у відкладеннях формацій Вінтон та Гріман Крік. Рід названо з типового місценазнаходження — місто Ісісфорд в Квінсленді.

## Види
Типовий вид Isisfordia duncani описаний у 2006 році на основі неповного скелета. Також знайдено фрагменти черепа іншої особини більшого розміру. Тіло Isisfordia duncani сягало завдовжки до 1,1 м. Вид названо на честь мера Ісіфорді Аєна Дункана.
У 2019 році описано другий вид Isisfordia molnari. Вид описано на основі решток, що були знайдені у Квінсленді ще у 1917 році та зберігалися неописаними в Австралійському музеї в Сіднеї. Потім, на початку 2000-х, фрагменти черепа Isisfordia molnari виявили в шматку опала, згодом їх також придбав Австралійський музей. Свою назву вид отримав на честь австралійського вченого Ральфа Молнара.